# Cricket
Cricket er en holdsport, der spilles af to hold spillere. Den moderne form af spillet stammer fra England og har været en etableret sport igennem flere århundreder. Cricket spilles verden over, men er i særdeleshed en populær sportsgren i Commonwealth-lande som England, Australien, Indien, Pakistan, Sri Lanka, New Zealand, Bangladesh og Sydafrika. Cricket er, efter fodbold, den mest spillede sportsgren i verden. 

## Spillet

### Cricketbane
Cricket spilles på en stor oval eller cirkelrund bane med en diameter på 110-140 meter. Ydersiden af banen er markeret af et reb eller en kridtstreg. Midt på banen er der en rektangulær pitch. I hver ende af pitchen står tre gærdepinde med to overliggere, gærdet.

### Grundlæggende regler
Der er to hold med 11 spillere på hver.
Holdene skiftes til at være ved gærdet og til at være i marken. Kampen indledes med en lodtrækning. Vinderen bestemmer, om hans hold skal begynde ved gærdet eller i marken. 
Gærdeholdet har to spillere på banen ad gangen; en på hver ende af pitchen med et boldtræ af piletræ (et bat).
Markholdets spillere er alle i funktion. En er kaster og en er keeper, mens resten er fordelt i marken omkring pitchen.
Der spilles med en rød bold af kork med læderoverflade. Den ene side af bolden er glat, mens den anden side er ru.

### Holdsammensætning
En spiller, der er god til både gærdespil og kast, kaldes en all-rounder. Hvis en spiller er god både som gærdespiller og wicket-keeper, kaldes han en "wicket-keeper/batsman" – eller en slags all-rounder.

### Gærdespillet
Gærdespillet (engelsk: batting) går ud på at få point (engelsk: runs). Spillet sættes i gang ved, at kasteren kaster bolden ind på pitchen. Gærdespilleren (batsman) forsøger at ramme bolden. Lykkes det, kan der tjenes point på flere måder. Gærdespilleren løber til den anden ende og skifter plads med sin holdkammerat. Det giver point at løbe, til markholdet har kastet bolden tilbage til keeperen. Der kan tjenes point, hvis gærdespilleren rammer bolden, så den kommer ud af banen. Det giver fire point, uden at det er nødvendigt at løbe. Hvis bolden slås helt ud over rebet uden at røre noget, giver det seks point.

#### Batting-udstyr
- Benskinner (puder).
- Hjelm.
- Handsker.
- Skridtbeskytter.

### Kastning
En kaster (engelsk: bowler) tager som regel et afmålt tilløb, som varierer fra kaster til kaster, inden han kaster bolden. Nogle kastere tager nogle få skridt, mens andre kastere som fastbowlere har brug for et langt tilløb.
De hurtigste bowlere kan kaste bolden med en fart af over 150 km/t. Bowlerens mål er at få gærdespilleren ud (se Markspillet). Fastbowlere kan gøre det alene ved at bruge deres fart mod gærdespilleren, som bliver nødt til at reagere hurtigt. En anden kaster er en "spinner", som kaster forholdsvis langsomt og forsøger at få bolden til at "spinne" (ændre retning, når den kommer i kontakt med pitchen). Det kan narre gærdespilleren. Desuden findes der medium-bowlere, som ligger mellem fastbowlere og spinnere.
Bowlere kan klassificeres efter deres bowlingstil, og der bruges engelske betegnelser: En fastbowler eller en medium bowler, som kaster med venstre hånd, omtales som en "left-arm fastbowler" eller en "left-arm medium bowler". Spinnere er der to typer af: En højrehåndet spinner kan være en "right-arm offspinner" eller en "right-arm legspinner". En venstrehåndet spinner kaldes tilsvarende "left-arm orthodox" eller "left-arm unorthodox".

### Markspillet
Markspillet har to formål. Dels at få gærdespilleren ud, dels at begrænse gærdeholdets point. Gærdespilleren er:
- Kastet ud – Kasteren rammer gærdet med bolden, så gærdet mister mindst en af sine overliggere.
- Grebet ud – Gærdespilleren slår bolden med bat eller hånd, så den gribes af en af markspillerne, inden den rører jorden.
- Løbet ud – Under løb mellem gærderne kan gærdespilleren komme ud, hvis han ikke når tilbage til gærdet, inden en markspiller rammer gærdet med bolden. Eller hvis en markspiller med bolden i hånden bryder gærdet.
- Stokket ud – Ligner løbet ud. Forekommer, når keeperen bryder gærdet med bolden i hånden, efter når slåeren har slået forbi bolden og er kommet uden for slaggrænsen uden at forsøge at løbe.

Kasteren kaster seks bolde (en over), hvorefter der kastes seks bolde fra den anden ende af pitchen af en anden kaster. 

## International struktur
Se også: International Cricket Council og International Cricket Councils medlemmer
International Cricket Council (ICC) med hovedkvarter i Dubai er den internationale cricket-organisation. ICC blev grundlagt som Imperial Cricket Conference i 1909 og omdøbt til International Cricket Conference i 1965, inden den fik sit nuværende navn i 1989. ICC har 105 medlemmer: 10 Full Members, som spiller officielle Test kampe; 34 Associate Members og 57 Affiliate Members. ICC er ansvarlig for organisering og ledelse af de store internationale cricket-turneringer, især verdensmesterskabet i cricket (ICC Cricket World Cup). Desuden er det ICC, der udnævner dommerne ved alle godkendte kampe i Test cricket, One Day International cricket og Twenty20 International cricket.

### Medlemmer
Hovedartikel: International Cricket Councils medlemmer

#### Full Members
Full Members (faste medlemmer) er de ledende organer for cricket i et land eller tilknyttede lande. Faste medlemmer kan også repræsentere et geografisk område. Alle faste medlemmer har ret til at sende et repræsentativt hold for at spille officiel Test cricket. Desuden er alle faste medlemsnationer automatisk kvalificeret til at spille One Day International cricket og Twenty20 International cricket. Vestindiens crickethold repræsenterer ikke et land, men snarere en sammenslutning af mere end 20 lande og territorier fra Caribien. Englands crickethold repræsenterer både England og Wales. 
Her Arkiveret 4. marts 2016 hos  Wayback Machine er den officielle rangliste.
| #  | Landshold   | Administration/Ledelse                | Medlem siden  |
| -- | ----------- | ------------------------------------- | ------------- |
| 1  | Australien  | Cricket Australia                     | 15. juli 1909 |
| 2  | Bangladesh  | Bangladesh Cricket Board              | 26. juni 2000 |
| 3  | England     | England Cricket Board                 | 15. juli 1909 |
| 4  | Indien      | Board of Control for Cricket in India | 31. maj 1926  |
| 5  | New Zealand | New Zealand Cricket                   | 31. maj 1926  |
| 6  | Pakistan    | Pakistan Cricket Board                | 28. juli 1952 |
| 7  | Sri Lanka   | Sri Lanka Cricket                     | 21. juli 1981 |
| 8  | Sydafrika   | Cricket South Africa                  | 15. juli 1909 |
| 9  | Vestindien  | West Indies Cricket Board             | 31. maj 1926  |
| 10 | Zimbabwe    | Zimbabwe Cricket                      | 6. juli 1992  |

## Statistik
Inden for organiseret cricket betyder statistik mere end inden for nogen anden sportsgren. På internationalt niveau noteres statistik for Test cricket, One Day International cricket (ODI) og Twenty20 International cricket (T20I) separat. Tilsvarende er der separat statistik for first-class cricket (FC), List A cricket (LA) og Twenty 20 cricket (T20). Da Test cricket er en form for first-class cricket, vil en spillers first-class statistik inkludere statistik fra hans Test kampe – men ikke omvendt. Der gælder det samme for henholdsvis ODI/LA og T20I/T20.
De fleste cricketfans er bekendt med de traditionelle betegnelser i statistikken. Statistikken indeholder en del engelske betegnelser, som savner danske betegnelser. Derfor bruges engelske betegnelser med forklaring på dansk.

### Batting
Den grundlæggende statistik i gærdespillet medtager:
- Innings (I): Antallet af innings, gærdespilleren har spillet.
- Not outs (NO): Antallet af innings, hvori gærdespilleren ikke har mistet sit gærde.
- Runs (R): Antallet af runs (point) scoret.
- Highest score (HS/Best): Gærdespillerens højeste score i en inning.
- Batting average (Ave): Gennemsnittet – antallet af runs divideret med antallet af innings, hvori gærdespilleren har mistet sit gærde. Ave = Runs/(I – NO) (også Avge eller Avg.)
- Centuries (100): Antallet af innings, hvori gærdespilleren har scoret 100 runs eller flere.
- Half-centuries (50): Antallet af innings, hvori gærdespilleren har scoret mellem 50 og 99 runs (centuries tæller ikke som half-centuries).
- Balls faced (BF): Antallet af bolde modtaget, inklusive no balls (fejlbolde) og eksklusiv wides (udenom).
- Strike rate (SR): Antallet af runs scoret pr. 100 bolde modtaget. SR = (100 * Runs)/BF.
- Run rate (RR): Det gennemsnitlige antal runs scoret pr. over af holdet, som er ved gærdet; kan også skrives som RPO (runs pr. over).

### Bowling
Den grundlæggende statistik i kastning medtager:
- Overs (O): Antallet af overs kastet.
- Balls (B): Antallet af bolde kastet.
- Maiden overs (M): Antallet af maiden overs kastet, det vil sige overs, hvori kasteren ikke har givet nogen runs.
- Runs (R): Antallet af runs givet.
- Wickets (W): Antallet af wickets (gærder), kasteren har taget.
- No balls (Nb): Antallet af no balls (fejlbolde) kastet.
- Wides (Wd): Antallet af wides (udenom) kastet.
- Bowling average (Ave): Det gennemsnitlige antal runs givet pr. wicket. (Ave = Runs/W).
- Strike rate (SR): Det gennemsnitlige antal bolde kastet pr. wicket. (SR = Balls/W).
- Economy rate (Econ): Det gennemsnitlige antal runs givet pr. over. (Econ = Runs/O).